# Балангир
Балангир (англ. Balangir) — город в индийском штате Орисса. Административный центр округа Балангир. Средняя высота над уровнем моря — 182 метра. По данным всеиндийской переписи 2001 года, в городе проживало 85 203 человека, из которых мужчины составляли 52 %, женщины — соответственно 48 %. Уровень грамотности взрослого населения составлял 50 % (при общеиндийском показателе 59,5 %). Уровень грамотности среди мужчин составлял 57 %, среди женщин — 43 %. 11 % населения было моложе 6 лет.